# Dying to Live
Dying to Live – drugi album studyjny amerykańskiego rapera Kodaka Blacka. Został wydany 14 grudnia 2018 roku przez Atlantic Records. Album zawiera gościnne występy  Lil Pumpa, Travisa Scotta, Offseta i Juice Wrld'a.

## Tło
25 listopada 2018 roku Kodak Black ogłosił na Twitterze, że w następnym miesiącu wyda swój drugi album studyjny. Album jest pierwszym albumem Blacka po jego wyjściu z więzienia w sierpniu.
11 grudnia 2018 roku Kodak Black udostępnił listę utworów z albumu.

## Sprzedaż
Dying to Live zadebiutowało jako numer jeden na amerykańskiej liście Billboard 200 sprzedając się w ilości 89 000 egzemplarzy. Jest to pierwszy album numer jeden Kodaka na liście przebojów. 

## Lista utworów
Informacje zaczerpnięte z Tidal.
| No.           | Tytuł                                | Twórcy | Producenci                                   | Długość |
| ------------- | ------------------------------------ | --- | -------------------------------------------- | ------- |
| 1.            | "Testimony"                          | - Bill Kapri - Chad Thomas                                                                                          | Major Nine                                   | 4:00    |
| 2.            | "This Forever"                       | - Kapri - London Holmes - Masamune Kudo - Leon Thomas                                                               | - Thomas - London on da Track - Rex Kudo     | 2:41    |
| 3.            | "Identity Theft"                     | - Kapri - Ricardo Toussaint                                                                                         | - Rippa on the Beat - Youngin' Chriso        | 2:07    |
| 4.            | "Gnarly" (feat. Lil Pump)            | - Kapri - Gazzy Garcia - Derek Garcia - Julian Munro - Sebastian Leon                                               | - Dyryk - Diablo - Kaixen                    | 3:06    |
| 5.            | "Zeze" (feat. Travis Scott i Offset) | - Kapri - Jacques Webster II - Kiari Cephus - David Doman - Christina Gandy-Rodgers - Justin Thomas - Marcus Prince | D. A. Doman                                  | 3:48    |
| 6.            | "Take One"                           | - Kapri - Benjamin Diehl                                                                                            | Ben Billions                                 | 2:45    |
| 7.            | "MoshPit" (feat. Juice Wrld)         | - Kapri - Jarad Higgins - Christopher Gibbs - Edgar Ferrera                                                         | - Natra Average - SkipOnDaBeat               | 2:44    |
| 8.            | "Transgression"                      | - Kapri - D. Garcia - Ian McKee - Russell Pochop                                                                    | - Dyryk - McKee - RBP                        | 2:15    |
| 9.            | "Malcolm X.X.X."                     | - Kapri - Kenneth Hirsch - Malcolm X - Marti Sharron                                                                | Major Nine                                   | 3:15    |
| 10.           | "Calling My Spirit"                  | - Kapri - Jacob Dutton - Joshua Luellen                                                                             | - Jake One - Southside                       | 2:32    |
| 11.           | "In the Flesh"                       | - Kapri - Diehl - Nick Dean - Niko Varv                                                                             | - Ben Billions - Blasian - Snapz - Nik Dean  | 3:08    |
| 12.           | "Close to the Grave"                 | - Kapri - Lester Williams                                                                                           | LBeats                                       | 3:41    |
| 13.           | "From the Cradle"                    | - Kapri - Williams                                                                                                  | LBeats                                       | 3:11    |
| 14.           | "If I'm Lyin, I'm Flyin"             | - Kapri - Diehl - Harold Thomas - Lee Jones                                                                         | Ben Billions                                 | 2:10    |
| 15.           | "Needing Something"                  | - Kapri - C. Thomas                                                                                                 | Major Nine                                   | 3:12    |
| 16.           | "Could of Been Different"            | - Kapri - Brett Bailey - D. Garcia - Munro                                                                          | - Beats Bailey - Clips Ahoy - Dyryk - Kaixen | 3:12    |
| Cała długość: | Cała długość:                        | Cała długość: | Cała długość:                                | 47:47   |

## Pozycje na listach
| \| Lista (2018–19) \| Pozycja \| \| ------------------------------------------ \| ------- \| \| Australia (ARIA)[12] \| 93 \| \| Belgia (Ultratop Flanders)[13] \| 99 \| \| Kanada (Billboard)[14] \| 5 \| \| Dania (Hitlisten)[15] \| 28 \| \| Holandia (Album Top 100)[16] \| 17 \| \| Finlandia (Suomen virallinen lista)[17] \| 36 \| \| Francja (SNEP)[18] \| 146 \| \| Irlandia (IRMA)[19] \| 93 \| \| Łotwa (LAIPA)[20] \| 16 \| \| Norwegia (VG-lista)[21] \| 21 \| \| Szwecja (Sverigetopplistan)[22] \| 39 \| \| Wielka Brytania (OCC)[23] \| 74 \| \| USA Billboard 200[10] \| 1 \| \| USA Top R&B/Hip-Hop Albums (Billboard)[23] \| 1 \| |         |
| Lista (2018–19) | Pozycja |
| Australia (ARIA) | 93      |
| Belgia (Ultratop Flanders) | 99      |
| Kanada (Billboard) | 5       |
| Dania (Hitlisten) | 28      |
| Holandia (Album Top 100) | 17      |
| Finlandia (Suomen virallinen lista) | 36      |
| Francja (SNEP) | 146     |
| Irlandia (IRMA) | 93      |
| Łotwa (LAIPA) | 16      |
| Norwegia (VG-lista) | 21      |
| Szwecja (Sverigetopplistan) | 39      |
| Wielka Brytania (OCC) | 74      |
| USA Billboard 200 | 1       |
| USA Top R&B/Hip-Hop Albums (Billboard) | 1       |

### Pozycje pod koniec roku
| Lista (2019)                           | Pozycja |
| -------------------------------------- | ------- |
| USA Billboard 200                      | 33      |
| USA Top R&B/Hip-Hop Albums (Billboard) | 19      |

## Certyfikaty
| Kraj       | Certyfikat | Ilość sprzedanych egzemplarzy |
| ---------- | ---------- | ----------------------------- |
| USA (RIAA) | Platyna    | 1,000,000                     |